# Edmund Black
Edmund Black (Estados Unidos, 3 de mayo de 1905-22 de octubre de 1996) fue un atleta estadounidense, especialista en la prueba de lanzamiento de martillo en la que llegó a ser medallista de bronce olímpico en 1928.

## Carrera deportiva
En los JJ. OO. de Ámsterdam 1928 ganó la medalla de bronce en el lanzamiento de martillo, con una marca de 49.03 metros, siendo superado por el irlandés Patrick O'Callaghan (oro con 51.39 m) y por el sueco Ossian Skiöld (plata).